# نووووزدویژنکا
نووووزدویژنکا (به لاتین: Novovozdvizhenka) یک منطقهٔ مسکونی در روسیه است که در باشقیرستان واقع شده‌است.